# Big Sandy (Tennessee)
Big Sandy és una població dels Estats Units a l'estat de Tennessee. Segons el cens del 2000 tenia 518 habitants.

## Demografia
Segons el cens del 2000, Big Sandy tenia 518 habitants, 241 habitatges, i 145 famílies. La densitat de població era de 281,7 habitants/km².
Dels 241 habitatges en un 22% hi vivien nens de menys de 18 anys, en un 44,4% hi vivien parelles casades, en un 11,6% dones solteres, i en un 39,8% no eren unitats familiars. En el 36,9% dels habitatges hi vivien persones soles el 19,1% de les quals corresponia a persones de 65 anys o més que vivien soles. El nombre mitjà de persones vivint en cada habitatge era de 2,15 i el nombre mitjà de persones que vivien en cada família era de 2,79.
Per edats la població es repartia de la següent manera: un 21% tenia menys de 18 anys, un 7,1% entre 18 i 24, un 23,6% entre 25 i 44, un 27,6% de 45 a 60 i un 20,7% 65 anys o més.
L'edat mediana era de 44 anys. Per cada 100 dones de 18 o més anys hi havia 87,6 homes.
La renda mediana per habitatge era de 22.917 $ i la renda mediana per família de 26.354 $. Els homes tenien una renda mediana de 23.125 $ mentre que les dones 17.596 $. La renda per capita de la població era de 13.688 $. Entorn del 13,8% de les famílies i el 21% de la població estaven per davall del llindar de pobresa.

## Poblacions més properes
El següent diagrama mostra les poblacions més properes.